# Мужилівський (втрачений)
«Мужилівський» — втрачений ботанічний заказник місцевого значення в Україні.
Існував поблизу с. Мужилова Підгаєцького району Тернопільської області, у кварталах 31 (виділи 9 і 11), 30 (виділи 6 і 7) та 29 (виділи 4-6) Підгаєцького лісництва ДП «Тернопільліс».
Створений рішенням виконкому Тернопільської обласної ради № 496 від 26 грудня 1984 року. Площа — 8,5 га.
Скасований рішенням Тернопільської обласної ради № 187 від 21 серпня 2000 з причини випадання степової рослинності (гадючник шестипелюстковий) у зв'язку із зімкненням крон культури ялини звичайної, оскільки вона є молодим насадженням віком 35 років.